# Sân bay Long Xuyên
Sân bay Long Xuyên (hay có tên khác là Sân bay Vàm Cống) nằm ở Thành phố Long Xuyên, tỉnh An Giang.
Sân bay có một đường băng dài 700m, dùng để phục vụ trong chiến tranh.
Đây là toạ độ địa điểm của sân bay: 10,3303958, 105,4747484
Hiện nay sân bay này đã bị bỏ hoang và ngưng khai thác.
Tỉnh còn có hai sân bay: Sân bay Châu Đốc và Sân bay Thất Sơn. Chính phủ đang có đề án xây dựng sân bay thứ tư phục vụ hành khách: Sân bay An Giang, dự kiến đi vào hoạt động năm 2020.